# Woodiphora biroi
Woodiphora biroi är en tvåvingeart som först beskrevs av Charles Thomas Brues 1907.  Woodiphora biroi ingår i släktet Woodiphora och familjen puckelflugor. Inga underarter finns listade i Catalogue of Life.